# Кріплене вино
Кріплене вино — це вино, виготовлене неповним зброджуванням цукрів сусла чи м'язги або купажуванням сухих виноматеріалів зі свіжим, концентрованим чи спиртованим суслом. Особливістю кріплених вин є припинення бродіння виноградного сусла додаванням етилового спирту. Через підвищений вміст спирту вони краще зберігаються.
При отриманні міцних вин сусло спиртують в кінці процесу бродіння. Об'ємна частка спирту в міцних винах — 17-20%, масова концентрація цукрів — до 11 г/дм³. Міцні вина поділяються на міцні (білі, рожеві, червоні) ординарні та марочні і типажні (портвейн, мадера, марсала та херес) ординарні та марочні. В Україні випускаються міцні ординарні (Приморське, Слов'янське, Бастардо) і марочні (Ягорлик) вина.

## Регіональні кріплені вина

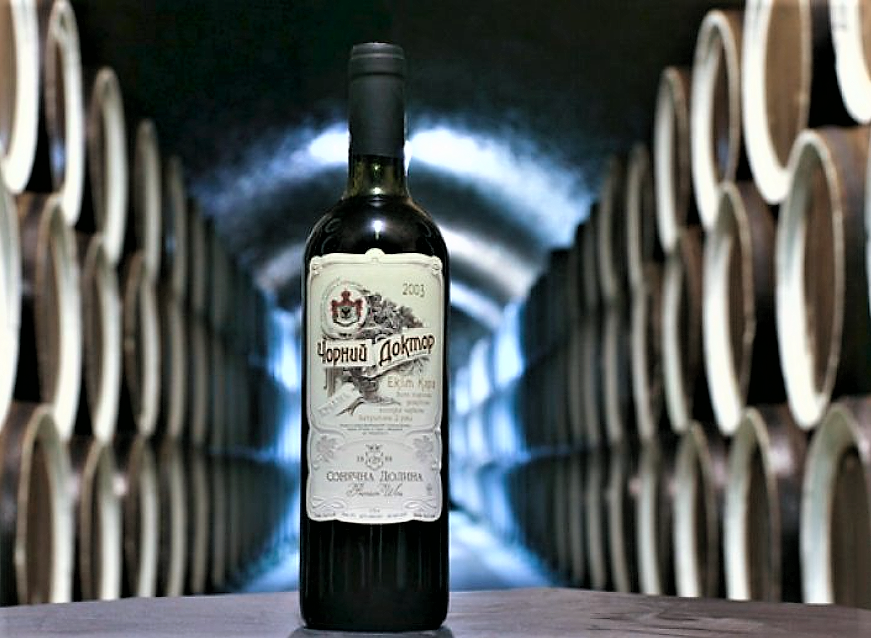
Пляшка урожаю 2003 року «Чорний доктор» UKR

Назви регіональних сортів кріплених вин як правило захищені національними Законами контролю походження, наприклад, Чорний Доктор з України, який вважається оригінальним лише з атрибутом регіону «Крим».

### Мадера
Мадера (або більш правильно Мадейра) — португальське вино, при виготовленні якого основною технологічною операцією є мадейризація (термічна обробка).

### Марсала
Марсала — італійське вино, виробляється на Сицилії, має досить складну технологію виготовлення.

### Портвейн
Портвейн — португальське вино, що виготовляють зі спеціальних видів винограду, що вирощується у верхній течії річки Дору. Однією із специфічних особливостей одержання портвейну є переривання процесу бродіння додаванням бренді. Цукор, що не перебродив, визначає солодкість портвейну. Значна частина портвейнів виробляється з використанням купажних вин різних років. Термін достигання портвейну досягає 50 років.
Вина типу портвейн найрозповсюдженіші з міцних вин у СНД. В основу технології покладено екстрагування ароматичних речовин, що здійснюється настоюванням сусла та мезги або підігрівом мезги до 60ºС. При виробництві марочних портвейнів здійснюють так звану портвейнізацію — підігрівання виноматеріалів у бочках на сонячних майданчиках протягом 2-3 літніх сезонів або в теплокамерах 75-100 діб при 45-50ºС з наступним витримуванням 12-18 місяців. Найвисокоякісніші марочні вина типу портвейн виробляють в Україні у Криму — Портвейн Білий Кримський, Портвейн червоний Масандра, Портвейн червоний Лівадія. Виробляються також ординарні вина — Портвейн український (червоний, білий, рожевий), Портвейн Таврида (червоний, білий). Вміст спирту у них 17-19% об., цукру — 6-11 г/см³.

### Херес
Херес — іспанське вино темно-коричневого кольору. Після бродіння сусла в дубових бочках протягом кількох днів вино витримують кілька місяців. Поступово воно освітлюється. Після цього вина класифікують. Вина високої якості переливають, спиртують до 15-15,5% і переносять до чистих дубових бочок на зберігання (визрівання вина в контакті з деревом).
Херес визріває в незаповнених бочках. Специфіка біологічного старіння хересу пов'язана зі спонтанним утворенням плівки на поверхні вина у неповних бочках. При виготовленні хересу використовуються спеціальні хересні раси дріжджів, що здатні утворювати на поверхні вина в неповних бочках плівку, яка інколи досягає 2 см в товщині. У цьому процесі, що називається хересуванням, відбуваються якісні та кількісні модифікації органічних кислот, формується специфічний аромат і смак хересу.
Усі сімейства хересів можна поділити на дві групи: фіно, що визріває під дріжджовою плівкою, і олоросо, що визріває під дріжджовою плівкою тільки на ранній стадії.
В Україні виробляють ординарні — Херес український міцний, Херес український столовий; та марочні вина типу херес — Херес кримський сухий, Херес Масандра, Херес кримський міцний, Гелея.
- Фіно — найсухіший херес (власне Фіно, Манзанілла і ін.). Має від блідо-солом'яного до темно-бурштинового колір та гіркуватий присмак мигдалю. Міцність вина становить 15,5-17%об.

- Олоросо — це група сухих (Пало кортадо, Райя олоросо) та солодких (Москатель, Абокадо, Крім) хересів переважно темного кольору, міцністю 17-20% об.

## Десертні вина
Десертні вина відрізняються від міцних меншим вмістом спирту і більшим вмістом цукрів. Їх спиртують на початку бродіння. У десертних солодких винах об'ємна частка спирту — 16-17%, масова концентрація цукрів 12-19 г/см³, у десертних лікерних — відповідно спирту 12-17% і цукрів понад 21 г/см³.
Особливістю виробництва десертних вин є настоювання сусла із м'язгою протягом 6-48 годин. Для прискорення процесу екстракції ароматичних і інших екстрактивних речовин мезгу перемішують і нагрівають до 60ºС. Сусло після введення чистої культури дріжджів доброджують. Бродіння зупиняють спиртуванням.
До десертних вин відносять такі типи: біле, рожеве, червоне десертні вина; мускати білий, рожевий, фіолетовий та чорний; токай; кагор; малага. Десертне біле, рожеве, червоне випускають солодкими і лікерними. З десертних столових вин в Україні випускають марочні червоні (Бастардо Масандра, Золоте поле) і білі (Сонячна долина, Талісман), та ординарні червоні (Ізабелла, Червона троянда), білі (Сонце в келисі) і рожеві (Легенда) вина.
Білі, рожеві і червоні солодкі та лікерні вина мають ніжний сортовий аромат та оригінальний сортовий букет, в якому залежно від марки вина можуть відчуватись тони троянди, цитрусових плодів, айви, варення з чорної смородини, шоколаду і ін., повний, гармонійний смак. Лікерні десертні вина відрізняються від солодких більшою екстрактивністю через підвищений вміст цукру, густиною і маслянистістю.

### Мускат
Мускати — вина, приготовані з особливих зав'ялених мускатних сортів винограду із вмістом цукру 26-33%, в яких розвивається сильний, так званий мускатний аромат.

### Токай
Токайські вина мають золотистий колір, дуже тонкий букет, смак з мускатними, квітковими і медовими тонами, легким відтінком шкоринки житнього свіжоспеченого хліба.

### Малага
Малага — купажне вино, що первісно вироблялося в іспанському місті Малага.